# Reiskirchen
Reiskirchen település Németországban, Hessen tartományban. Lakosainak száma 10 572 fő (2023. december 31.). Reiskirchen Grünberg és Rabenau községekkel határos.

## Fekvése
Hombergtől délnyugatra fekvő település.

## Története
Reiskirchen nevét 975-ben "Richolveskircha" néven említették először, amikor itt egy bizonyos Richolf saját templomot épített itt, majd 1300-ban egy új templom épült.
A mai evangélikus templom 1769-1771 között épült késő barokk és a klasszicizmus közötti átmeneti stílusban.

## Galéria

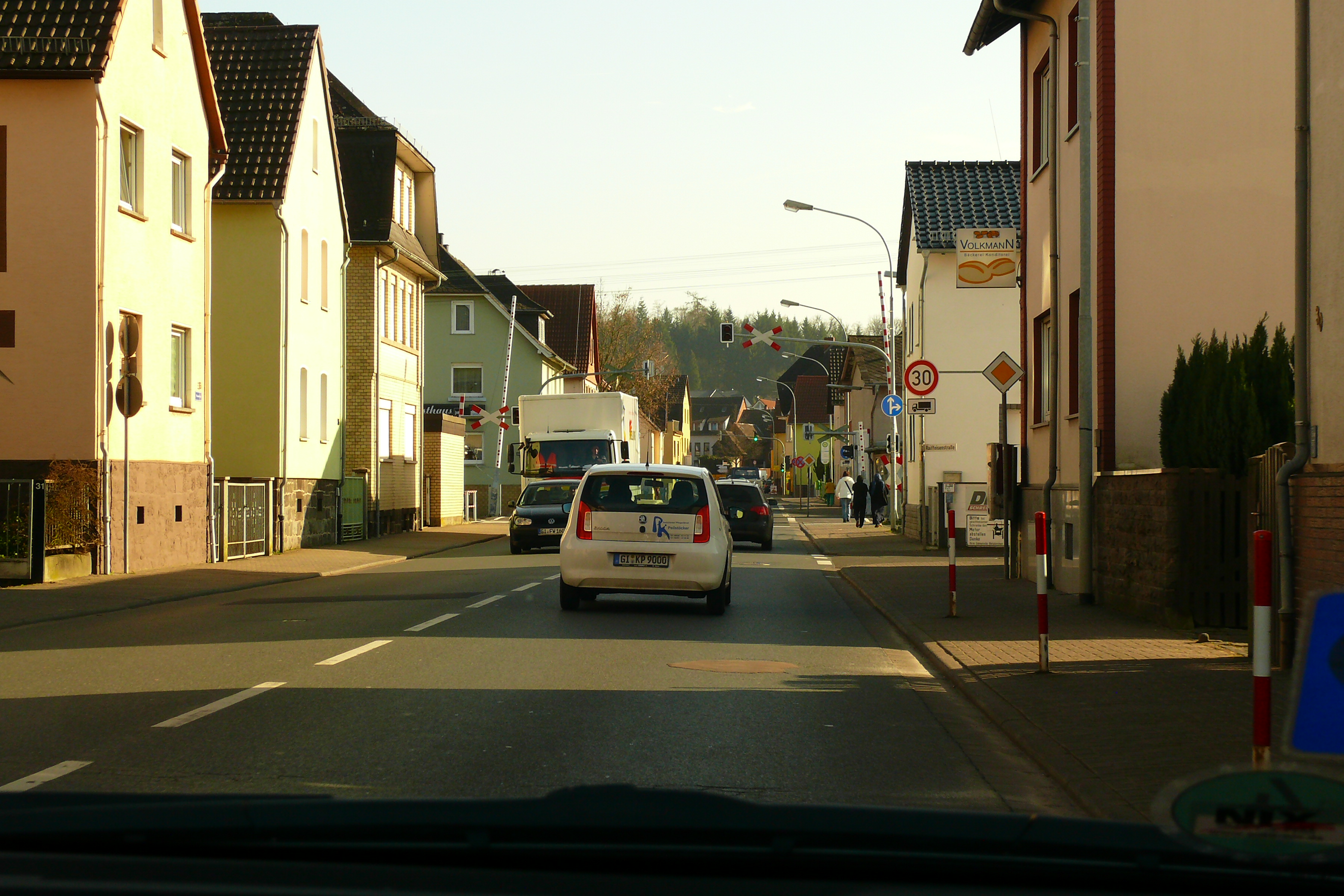
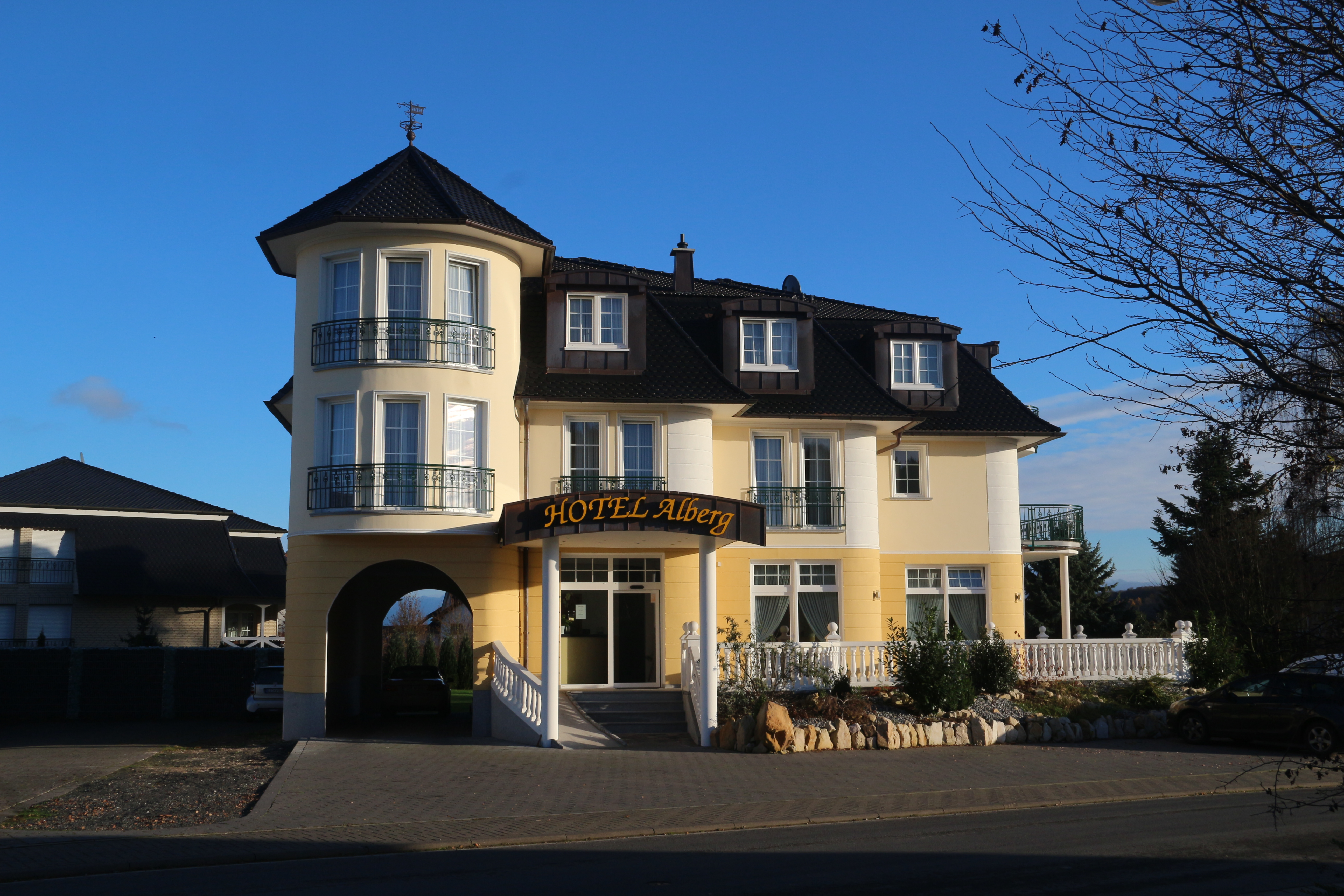
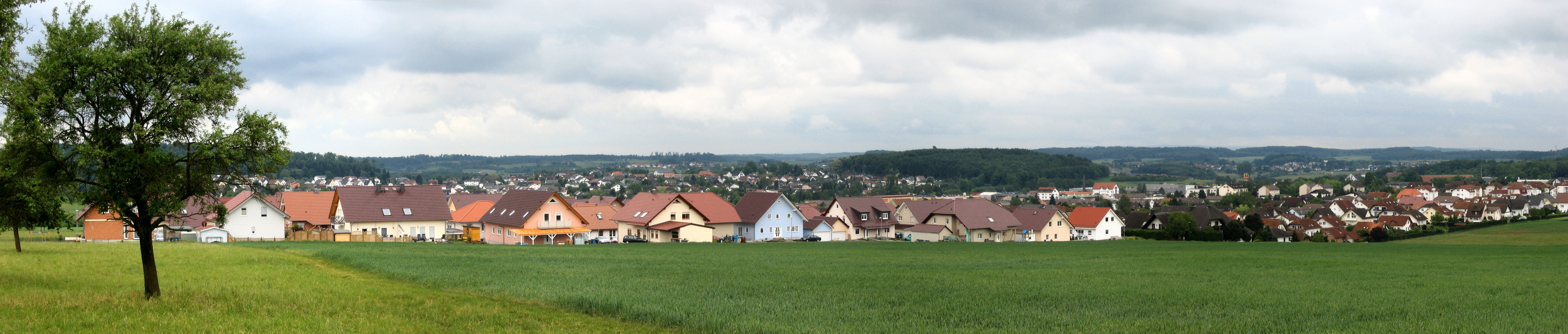

## Nevezetességek
- Evangélikus templom

## Népesség
A település népességének változása:
| Lakosok száma | 10 229 | 10 265 | 10 310 | 10 527 | 10 572 |
|               | 2017   | 2019   | 2021   | 2022   | 2023   |